# Posch Gyula
Posch Gyula (Budapest, 1920. január 8. – Budapest, 1998. augusztus 4.) MOM-vezérigazgató.

## Élete
A nagy hagyományú MOM Tanműhelyben tanult. Ennek az intézménynek később vezetője is volt. Műszaki főiskolát végzett. 1956-tól közel három évtizedig volt a cég nagy tekintélyű, széles körben elismert, népszerű vezérigazgatója. 1974-től a Magyar Műszeripari Egyesülés elnöke.

## Vezetése alatt a vállalat
- a tradíciók folytatása mellett folyamatosan megújította termékszerkezetét, technológiáját;
- új gyártmánycsaládok /labor, számítástechnika/ fejlesztése, sorozatgyártása kezdődött el;
- a műszaki fejlődés kívánalmainak megfelelően fokozatosan tért nyert az elektronika;
- több vidéki városban -az észszerűség határain belül- teljes technológiai vertikummal ipart telepített;
- közel tízezer embernek biztosított munkát, megélhetést;
- a kor elvárásainál magasabb színvonalú egészségügyi és szociális ellátást biztosított;
- hatékony tehetség kiválasztást és gondozást valósított meg.

## Díjai, elismerései
- Eötvös-díj (1975)